# Cooperativa de Radioemisoras del Interior
La Cooperativa de Radioemisoras del Interior (CORI) es una cooperativa que une a varias emisoras de radio del interior de Uruguay. Fue fundada en 1960.

## Fundación
La Cooperativa de Radioemisoras del Interior se fundó el 19 de junio de 1960, con el fin de agrupar a las emisoras del interior del país que hasta entonces habían trabajado de forma aislada en las tareas propias de las emisoras de radio, desde la información al entretenimiento.
El 15 de septiembre de 1966 se realiza la primera emisión del Gran Circuito Cori.
En la actualidad la red está integrada por más de 50 emisoras radiales de Uruguay.

## Programación
Se emiten diversos programas en simultáneo, entre ellos el informativo diario y nocturno de Radio Monte Carlo, los partidos de fútbol uruguayo del equipo de El Espectador de Montevideo y Radio Tabaré de Salto, la Vuelta Ciclista del Uruguay y los sorteos de lotería, quiniela y tómbola.

### Servicio informativo
Además de la retransmisión del informativo de Radio Monte Carlo produce y emite desde el año 1966 el Gran Circuito CORI un noticioso en simultáneo en toda la red, todos los días de la semana.

## Emisoras

### Emisoras CORI AM
- AM 900 Radio Frontera – Artigas
- AM 930 Radio Monte Carlo - Montevideo
- AM 1270 Radio Cuareim – Artigas
- AM 1160 Radio Agraria – Cerro Chato
- AM 1460 Radio Carmelo – Carmelo
- AM 1580 Radio San Salvador – Dolores
- AM 1430 Radio Durazno – Durazno
- AM 1510 Radio Rincón – Fray Bentos
- AM 1520 Paz La Nueva Radio – Guichón
- AM 1520 Radio Acuarela – Melo
- AM 1580 Emisoras del Este – Minas
- AM 1590 Nueva Radio Regional – Lascano
- AM 1470 Radio Cristal del Uruguay – Las Piedras
- AM 1110 Radio Paso de los Toros – Paso de los Toros
- AM 1600 Radio Continental – Pando
- AM 1420 Radio Felicidad – Paysandú
- AM 1320 La Voz de Paysandú – Paysandú
- AM 1540 Radio Charrúa – Paysandú
- AM 1210 RBC del Piriápolis – Piriápolis
- AM 1440 Radio Rivera – Rivera
- AM 1220 Radio Reconquista – Rivera
- AM 1320 Radio Fortaleza – Rocha
- AM 740 Radio Tabaré – Salto
- AM 1510 Radio San Carlos – San Carlos
- AM 1510 Radio Ibirapita – San Gregorio de Polanco
- AM 1360 Radio 41 - San José
- AM 1550 Radio Sarandí del Yi – Sarandí del Yi
- AM 1390 Difusora 33 – Treinta y Tres
- AM 1400 Radio Juan Zorrilla de San Martín – Tacuarembó
- AM 1560 Difusora Americana – Trinidad
- AM 1560 Radio Vichadero – Vichadero

### Emisoras CORI FM
- FM 88.3 Frontera,  Artigas
- FM 88.3 Emisora Delta,  José Pedro Varela
- FM 88.5 Emisora Libertad, Libertad
- FM 88.9 Emisora de la Música,  Tacuarembó
- FM 89.1 Emisora del Sauce,  Juan Lacaze
- FM 89.3 Horizonte, Rivera
- FM 89.5 Scala,  Sarandi del Yí
- FM 89.7 Skorpio,  Dolores
- FM 90.3 Color,  Cardona
- FM 90.7 Acacia,  Tranqueras
- FM 90.9 Perfil,  Treinta y Tres
- FM 91.7 Sol,  Rocha
- FM 91.9 Amanecer,  Colonia
- FM 91.9 Toros,  Paso de los Toros
- FM 94.3 33, Treinta y Tres
- FM 95.1 Radio City,  Durazno
- FM 99.1 Federal,  Minas
- FM 102.9 De la Cumbre,  Vichadero
- FM 103.3 América, Salto
- FM 105.5 Emisora Piedra Alta,  Florida
- FM 106.5 Boreal,  Villa del Carmen
- FM 107.7 Rincón, Fray Bentos
- FM 107.9 Mundo, Salto